# Pływanie na Olimpiadzie Letniej 1906 – 4 × 250 m stylem dowolnym
Konkurencja pływacka 4 × 250 metrów stylem dowolnym na Olimpiadzie Letniej 1906 w Atenach odbyła się 28 kwietnia 1906. Uczestniczyło w niej 6 drużyn. Zawody odbyły się w Zatoce Faliron.

## Wyniki
| Poz. | Narodowość           | Zawodnicy                                                       | Wynik   |
| ---- | -------------------- | --------------------------------------------------------------- | ------- |
| 1.   | Węgry                | Henrik Hajós Zoltán Halmay Géza Kiss József Ónody               | 16:52,4 |
| 2.   | Cesarstwo Niemieckie | Ernst Bahnmeyer Max Pape Emil Rausch Oscar Schiele              | 17:16,2 |
| 3.   | Wielka Brytania      | Rob Derbyshire William Henry John Arthur Jarvis Henry Taylor    |         |
| 4.   | Stany Zjednoczone    | Charles Daniels Frank Bornamann Marquard Schwarz Joseph Spencer |         |
| 5.   | Szwecja              | Nils Regnell Harald Julin Gustaf Wretman Charles Norelius       |         |
| -    | Cesarstwo Austrii    | Otto Scheff Leopold Mayer Simon Orlik Edmond Bernhardt          | DNF     |